# Mojón Grande
Mojón Grande es un municipio argentino de la provincia de Misiones, ubicado dentro del departamento San Javier.

## Ubicación
Se halla a una latitud de 27°42′ S y a una longitud de 55°9′ O. El municipio cuenta con una población de 2.233 habitantes, según el censo del año 2001 (INDEC).

## Vías de comunicación

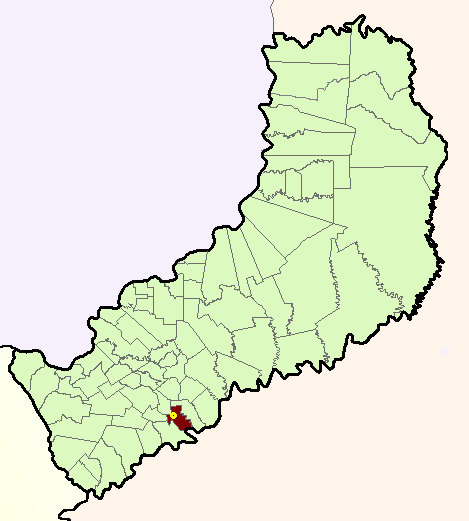
Área del municipio de Mojón Grande en la Provincia de Misiones.

Se halla en la intersección de las rutas provinciales 209 y 214. La primera la enlaza al nordeste con Florentino Ameghino y al oeste con la ruta Provincial 209, la segunda la enlaza al noroeste con Leandro N. Alem y al sudeste con Panambí.